# Црква Покрова Пресвете Богородице у Растишту
Црква Покрова Пресвете Богородице у Растишту, насељеном месту на територији општине Бајина Башта, на обронцима планине Таре и у оквиру НП Тара, припада Епархији жичкој Српске православне цркве.
Црква је подигнута 1994. године у близини остатака урушеног храма Св. Покрова Богородичиног, пошто иницијатива из 1990. године о подизању овог храма није успела. Изградњу нове цркве су помогли мештани и предузећа из Бајине Баште. Иконостасна конструкција дело је уметника из Растишта Радивоја Андрића, иконе је сликао Драгомир Марунић, академски сликар из Београда.